# Jarrín (apellido)
El apellido Jarrín es originario de España, más exactamente de Madrid, León, Alicante, Zamora, Valencia, Salamanca, Vizcaya, Barcelona y Asturias. En el año 2020, habían 858 personas censadas con el apellido Jarrín en España.

## Extensión y difusión
El apellido es más común en España, aunque también existe en Francia y países latinoamericanos. incluyendo Colombia, México , Perú y República Dominicana. Siendo en Ecuador el país con mayor incedencia de habilitantes con este apellido. 

### Ecuador
En Ecuador el apellido Jarrín se menciona en documentos que data del 4 de junio de 1834, cuando un pariente político del General Flores mando a detener a dos jóvenes de apellido Jarrín residentes de Tabacundo,el famoso José Tomás Jarrín tiene este apellido, actualmente en Ecuador existen 6 814 personas con el apellidos Jarrín, siendo el 415 apellido más común en el país.